# 兴盛优选
兴盛优选（Xingsheng Preferred）是中国一家社区电商平台，成立于2018年，总部位于湖南长沙，由岳立华创立，主营生鲜和日用品。其前身是2013年成立的便利店品牌“芙蓉兴盛”。兴盛优选一度擴張至湖南省以外地區，但随着2020年底国家市场监督管理总局发布社区团购 “九不得”新规，強行干預社区团购中低价銷售，2021年兴盛优选形勢轉差，2022年9月至2023年12月期間，兴盛优选陆续从山西、江苏、浙江、河北、安徽、河南、山东、四川、重庆、福建、廣東撤出，此後兴盛优选業務只剩湖南、湖北、江西。